# Psyllaephagus longifuniculus
Psyllaephagus longifuniculus är en stekelart som beskrevs av Xu 2000. Psyllaephagus longifuniculus ingår i släktet Psyllaephagus och familjen sköldlussteklar. Inga underarter finns listade i Catalogue of Life.